# Departamento de Mayo-Danay
Mayo-Danay es un departamento de la región del Extremo Norte de Camerún. En noviembre de 2005 tenía una población censada de 529 061 habitantes.
Está formado por los siguientes municipios:
- Datcheka 31,545
- Gobo 53,119
- Guéré 38,328
- Kaï-Kaï 55,366
- Kalfou 26,203
- Kar-Hay 42,963
- Maga 85,100
- Tchati-Bali 32,063
- Vele 41,693
- Wina 30,702
- Yagoua 91,979